# Ryo Sakazaki
Ryo Sakazaki (リョウ・サカザキ Ryo Sakazaki, A veces escrito como 坂崎亮; Sakazaki Ryō) es un personaje ficticio perteneciente a la sagas Art of Fighting y The King of Fighters. Su nombre es a menudo escrito en kana; sin embargo, en algunos juegos se usan kanjis para ello. Es uno de los personajes más importantes de SNK.

## Historia
Ryo, japonés de nacimiento, es hijo de Ronnet y del maestro de karate Takuma Sakazaki. Tiene una hermana menor: Yuri Sakazaki. En la serie, su padre decide emigrar a América para buscar una mejor vida, estableciéndose en la ciudad de Southtown. Desde niño, Ryo aprendió el arte del karate estilo Kyokugen-Ryu de su padre. En dicho entrenamiento conoció a Robert García, hijo de un millonario amigo de su padre, quien se convertiría en su mejor amigo y su mejor rival.

## Art of Fighting
Cuando era muy joven sus padres "murieron" en un accidente automovilístico (en realidad su madre si murió) y Ryo tuvo que hacerse cargo del dojo de su padre y de Yuri, para quien sería como un segundo padre. Pasado algún tiempo, Yuri es secuestrada por la mafia de South Town. Ryo, acompañado de Robert van en su búsqueda; durante la cual Ryo se enfrenta a varios adversarios y antiguos rivales de su padre: Ryuhaku Todoh, maestro de Todohryu Aikijutsu; a Lee Pai Long; a King, quien atendía el bar L'Amour perteneciente a la mafia de South Town (a la cual le promete rescatar a su pequeño hermano Jan que estaba en posesión de la mafia). Tras ello consigue información sobre el paradero de su hermana, enfrenta directamente al hombre que la secuestró, el pandillero Jack Turner. Más tarde Ryo se enfrentó al hombre que lo mando, Mr Big, para enterarse de que el verdadero responsable de la desaparición de su hermana fue un siniestro hombre cuyo seudónimo era Mr. Karate. Ryo logra dar con él, y ambos se enfrentan, hasta que al final Mr. Karate cae derrotado. Cuando Ryo va dar el golpe de gracia a Mr. Karate, aparece Yuri para detenerle y decirle que se trata de su padre, Takuma, quien había sobrevivido al accidente. Es entonces cuando Takuma les explica la verdad: él tenía una deuda con la mafia y la única forma de pagarla, era trabajar como guardaespaldas y matón de un sujeto llamado Geese Howard. Para evitar que dañaran a sus hijos, fingió su muerte. Ryo y Robert juran venganza contra Geese; con lo que al año siguiente, este y Mr. Big organizan un torneo de artes marciales (el cual muchos consideran como el primer King Of Fighters dentro de la cronología de la saga) en el cual toda la familia Sakazaki y Robert participan. Ryo logra ser el vencedor, lo que lo conlleva a enfrentarse a Geese, del cual rechaza su oferta de unirse a él. Ryo logra derrotar a Geese, y cuando está a punto de matarlo, Geese logra escapar. Con esto, Takuma queda libre de dicha deuda, y regresa junto con sus hijos. Ryo acaba entablando una amistad con King (la cual de hecho, está enamorada de Ryo). En este lapso de tiempo, Ryo derrota a un ninja llamado Eiji Kisaragi, quien desde entonces se convierte en su acérrimo enemigo.
Algún tiempo después Robert desaparece misteriosamente buscando a una antigua amiga llamada Freia por lo cual Ryo y Yuri salen en su búsqueda en el proceso se dan cuenta de que ella está cautiva por un sujeto de nombre Wyler que está trabajando en una poderosa droga que es capaz de volver monstruosamente fuerte a quien la beba, en el trayecto se encuentra con Kasumi la hija de Todoh (del primer AoF) quien busca a su padre y jura venganza contra Ryo a quien hace responsable de su desaparición, al final los Sakazaki logran encontrar a Wyler quien decide usar la droga en sí mismo transformándolo en un horrible monstruo a quien Robert vence pero Freia decide quedarse con Wyler para ayudar en su rehabilitación.

## Fatal Fury
Pasan más de 10 años de ello, y Ryo participara en el campeonato "The King of Fighters" bajo el seudónimo de su padre, Mr. Karate, aunque se ha dicho que su aparición en esta saga (Fatal Fury Special) es de Dream Match, originalmente si tenía una historia, durante la pelea de Terry Bogard Vs Wolfgang Krauser en Fatal Fury 2, Ryo, siendo uno de los pocos que sabían que Geese estaba vivo, decidía ir a acabar con él, en este nuevo encuentro Ryo lograba ganarle a Geese de nuevo, quien volvía a huir, después de eso, Ryo regresaba a casa, aunque nacería una rivalidad con Terry Bogard (detalle que se nota en el final de Ryo de "Fatal Fury: Wild Ambition" ).
En Garou Mark of the Wolves aparece Khushnood Butt, discípulo directo de Ryo, quien tiene un estilo de pelea similar al de su maestro en AoF.

## The King of Fighters
En el año 1994, llegan invitaciones al dojo Kyokugen, y Ryo, Robert y Takuma ingresan como equipo llegando a semifinales, además de Yuri en el equipo femenino, el trío se repite al año siguiente (1995) con resultados parecidos.
En 1996, Takuma se "retiraba" de la lucha, y obliga a Yuri a hacer equipo con Ryo y Robert, sin embargo, no pudieron hacer mucho contra Goenitz, dejando todo en manos del "Sacred Force Team" (Kyo, Iori y Chizuru).
En 1997, alguien ataca el dojo Kyokugen-ryu, para saber de quien se trató, Takuma hace que Ryo y Robert entren al KOF 97, descubriendo que fue un miembro del clan Orochi (una versión dice que fue Yashiro Nanakase, otra que Ryuji Yamazaki), sin embargo, fue poco lo que pudieron hacer, y de nuevo esperan el resultado de la batalla contra la deidad Orochi Yamatano, después regresan a su dojo nuevamente.
Dos años después, en 1999, Ryo vuelve a usar el seudónimo de Mr. Karate para participar en el torneo "Buriki One in Tokyo: World Grapple Tournament '99" llegando a la ronda final enfrentando a Tendo Gai, aunque Ryo pierde la pelea, nace una rivalidad entre Gai y Ryo, y poco después volvería a participar en el KOF, ahora con Takuma de regreso, su avance se truncó debido al derrumbe de la base de NESTS, en el trayecto de escape, Takuma era aplastado por una roca, Ryo y los demás lo creyeron muerto, sin embargo, Takuma se levantó de entre los escombros y regresaron todos a casa.
Al año siguiente, como siempre participan en el KOF anual (2000), pero debido a la descercion de Yuri, esta le pide a King que entre en su lugar (para sorpresa de Ryo), Takuma aprobó la idea, ya que esperaba que ella y Ryo fueran un equipo imparable, Robert se opuso y se enfrentó a King para probar si era digna del puesto, terminando en empate, y King ingresa junto con ellos, el torneo lo campeonan K` y su equipo, cuando el cañón Zero enloquece, uno de los ataques está a punto de darle a King, Takuma la salva desviando el rayo.Diciendo que no podía dejar morir a una futura madre del kyokugen (refiriéndose a ella y ryo), el cual estaba estupefacto mirando junto con robert.
En el 2001, la corporación de la familia de Robert se va a la bancarrota y Ryo y su familia participan para ayudarle al levantamiento de su empresa, aunque no logran ganar el torneo, su participación les dio suficiente para ayudar a Robert, se dice que Ryo fue uno de los peleadores que contribuyeron a la derrota de Igniz uniéndose a K`.
El KOF 2002, se trata de un Dream Match que no tiene canon oficial, Ryo aparece en su equipo habitual.
En KOF 2003 regresa el trío, Ryo, Robert y Yuri, para darle publicidad al dojo, en el torneo se dan cuenta de que algo anda mal, y que está relacionado con Orochi, pero al regresar del torneo se dan con la desagradable sorpresa que Takuma había sido herido de gravedad, y le hospitalizan de emergencia.
En KOF XI, Ryo logra convencer a King que vuelva a ingresar con él y Yuri (Robert se ausentó por cuestiones de la empresa de su familia), se arma todo un teatro diciéndole a King que Takuma estaba muriendo en el hospital, pero este andaba recuperándose muy satisfactoriamente, al final King acepta. Tras terminar el torneo.
Recientemente, Ryo apareció como personaje selecionable en "The King Of Fighters XII", aunque se trata de un enlace entre el KOF XI y lo que es KOF XIII, no tiene argumento.

## Características y recepción
Ryo es un personaje que muchas veces ha sido comparado con Ryu (Street Fighter), pues las similitudes con el son bastantes, su traje excepto por el color, incluso su estilo de pelea y manejabilidad en el juego (desde el KOF 96, este cambió a otro estilo) este detalle hizo que CAPCOM, creara como personaje "burla" a Dan Hibiki, una parodia de Ryo y Robert. En su diseño de Art of Fighting aparecía como pelirrojo, pero en su arte oficial era rubio, consevando así su cabello en todos los juegos que ha aparecido, hasta el KOF XII, es uno de los personajes más usados en las saga, y uno de los personajes más importantes de SNK otros son Marco Rossi, Haomaru, Nakoruru, Mai Shiranui, Terry Bogard y Kyo Kusanagi.
Ryo es uno de muchos personajes a quienes SNK le tergiverso muchos de sus datos originales en su biografía y ficha, más particularmente la edad, en Art of Fighting, Ryo tiene 22 años (supuestamente, AoF transcurre alrededor de 10 años antes de Fatal Fury), edad que, para poder hacer congruente la unión de todas sus sagas en un solo juego, le dejaron en el KoF, pero si se tomara en cuenta la cronología original, Ryo actualmente andaría alrededor de los 50 años de edad.
Cabe mencionar que el Ryo Sakazaki de KoF no tiene relación al de AOF/FF ya que esta tiene su propia cronología y ambos personajes tienen historias distintas.